# Falus István (színművész)
Falus István, született Frank István (Miskolc, 1901. április 11. – Ukrajna, 1944/45) magyar színész, gyártás- és felvételvezető. Testvérei Falus Ferenc író, újságíró és Falus Imre (1899–1952) ügyvéd.

## Élete
Frank Izidor (1863–1937) törzsőrmester, majd városi gondnok és Kluger Julianna gyermekeként született izraelita családban. Pályáját hírlapíróként kezdte a Miskolci Naplónál, majd Budapestre költözött, ahol elvégezte az Országos Színészegyesület színiiskoláját. 1923-ban Kolozsvárott indult színészi pályája, majd az újpesti Blaha Lujza Színház tagja volt. Játszott Szegeden is. 1926-tól a Heti Újság film- és színházi rovatát vezette, majd a filmszakmában gyártásvezetőként helyezkedett el. Munkaszolgálatosként halt meg orosz hadifogságban.
Házastársa Frank Valéria volt, akit 1937. július 8-án Budapesten, az Erzsébetvárosban vett nőül. Fiuk Falus Gábor (1938).

## Filmjei

### Felvételvezető
- Bál a Savoyban (1934)

### Producer
- Rotschild leánya (1934)

### Gyártásvezető
- Az új rokon (1934)
- Az új földesúr (1935)
- Az aranyember (1936)
- Pesti mese (1937)
- Hotel Kikelet (1937)
- A 111-es (1937)
- Egy lány elindul (1937)
- Fekete gyémántok (1938, Gál Ernővel)
- Papucshős (1938)
- Beszállásolás (1938)
- Süt a nap (1938)